# یواس‌اس ای‌پی‌سی-۲۱
یواس‌اس ای‌پی‌سی-۲۱ (به انگلیسی: USS APc-21) یک کشتی بود که طول آن ۱۰۳ فوت (۳۱ متر) بود. این کشتی در سال ۱۹۴۲ ساخته شد.